# Cyndee Peters
Cyndee Peters, född 8 september 1946 i Granite Falls i North Carolina, är en amerikansk-svensk gospelsångare. Hon heter egentligen Cynthia Mana Pettice Strandell. Anledningen till att hon ändrade till Cyndee förklarade hon 8 februari 1986 i TV-programmet Här är ditt liv att svenskarna hade så svårt att uttala den engelska th-stavelsen. Hon flyttade 1969 till Sverige, där hon även verkat som författare och skådespelare. Sedan 2011 är hon åter bosatt i USA.

## Biografi
Peters blev Bachelor of Arts vid City University of New York 1969 och tilldelades graduate diploma vid Stockholms universitet 1973. Hon har varit verksam som artist sedan 1972. Hon har medverkat i ett flertal TV-program, legat etta på Svensktoppen två gånger, och kom trea i Melodifestivalen 1987. Hennes projekt Black People's Music har omfattat fler än 80 000 körsångare.
Peters är också författare, bland annat av flera barnböcker. Hon medverkade i Birgitta Janssons och Claes-Göran Lillieborgs animerade film Lördag i North Carolina (1986), baserad på Peters egen bok Vägen hit. Hon var skådespelare i Superhjältejul, 2009 års julkalender på TV. Hon deltog 1977 i Kvinnokulturfestivalen i Stockholm och under 1980-talet i kampanjer mot apartheid i Sydafrika.

### Familj
Peters gifte sig 1969 i Sverige med Lasse Strandell. På sommaren 1985 dog både hennes make och mor hastigt. Sorgen i samband därmed har hon beskrivit i boken Timme för timme.
Peters bodde i Sollentuna men flyttade till New York i mars 2011.

### Utmärkelser
Hon blev Täby kommuns kulturpristagare 1981, tilldelades Stockholms läns landstings hedersstipendium 1987 och Swedish-American Culture Award samma år. År 2009 invaldes hon som hedersledamot av Årstasällskapet för Fredrika Bremer-studier. Hon är ledamot av Vasa Orden av Amerika.